# كلية البترجي الطبية
كلية البترجي الطبية هي مؤسسة تعليمية خاصة في المملكة العربية السعودية، متخصصة في تقديم برامج دراسات طبية وصحية. تأسست الكلية بهدف تلبية احتياجات القطاع الصحي من الكوادر المؤهلة وتوفير بيئة تعليمية متكاملة. تقع الكلية في مدينة جدة، وتعد واحدة من أبرز الكليات الطبية الخاصة في المملكة.

## تأسيس
كلية البترجي الطبية تأسست عام 2005م تحت رعاية وملكية شركة كلية بيت البترجي للعلوم الطبية والتكنولوجيا في مدينة جدة في المملكة العربية السعودية. وتعد أول كلية تخصصية أهلية شاملة للعلوم الطبية في المملكة، كما أنها من أحدث وأكبر الكليات الأهلية للعلوم الطبية في منطقة الشرق الأوسط. يتبع الكلية مركز للبحوث العلمية في المجالات الطبية، ومستشفى افتراضي لتدريب الطلاب والطالبات على المهارات السريرية وطرق الفحص والعلاج على دمى المحاكاة المتطورة والمتصلة بأجهزة الكمبيوتر.

## الرؤية
تتطلع كلية البترجي للعلوم الطبية والتكنولوجيا لتكون هيئة تعليمية طبية رائدة قادرة على تخريج متخصصين أكفاء ومتميزين في جميع المجالات التعلمية الطبية المختلفة وأصحاب القيم العالية والمتميزين بالقدرة على تقديم الخدمات الإنسانية الطبية حسب أرقى المقاييس العالمية التي تلبي الحاجات الصحية للمستشفيات والمجتمعات.

## الأهداف
- تقديم نظم تعليمية متقدمة في المجالات الطبية تراعي حاجات المجتمع والمنطقة وتواكب أعلى المقاييس العالمية.
- تخطيط وتنفيذ البرامج التعليمية والبحثية في المجالات الطبية.
- تنمية وتطوير مهارات الطلبة ودعمها بالتطوير التقني في المجالات المختلفة.
- تشجيع الطالب على أسلوب التعلم النقدي والمستقل في الدراسة الجامعية وفي الحياة العامة.
- نشر الوعي الصحي بين المواطنين بهدف الاهتمام بالصحة العامة ومكافحة الأمراض.
- دعم حاجات الصحة العامة للمجتمع بواسطة تطوير وإدارة الوسائل المناسبة.

## التخصصات الأكاديمية
- السنة التحضيرية (إجبارية لغالب الفروع).
- الطب البشري.
- طب الأسنان.
- التمريض.
- الصيدلة.
- الإدارة الصحية.
- المختبرات الصحية.
- العلاج الطبيعي.
- تكنولوجيا المعلومات الطبية.
- تكنولوجيا الأشعة.
- التغذية السريرية.

## وصلة خارجية
- الموقع الرسمي لكلية البترجي الطبية.